# Pajusaari (ö i Södra Savolax, S:t Michel, lat 61,40, long 27,78)
Pajusaari är en ö i Finland. Den ligger i sjön Saimen och i kommunen Puumala i den ekonomiska regionen  S:t Michel och landskapet Södra Savolax, i den södra delen av landet, 200 km nordost om huvudstaden Helsingfors. Öns area är 4,7 hektar och dess största längd är 350 meter i sydväst-nordöstlig riktning.